# 지옥의 사막
지옥의 사막(Damnation Alley)은 미국에서 제작된 잭 스마이트 감독의 1977년 영화이다. 장-마이클 빈센트 등이 주연으로 출연하였고 폴 마스랜스키 등이 제작에 참여하였다.

## 출연

### 주연
- 장-마이클 빈센트
- 조지 퍼파드
- 도미니크 샌다
- 폴 윈필드

### 조연
- 잭키 얼 헤일리
- 킵 니벤
- 로버트 도너

## 제작진
- 원작자: 로저 젤라즈니
- 미술: E. 프레스턴 아메스
- 세트: 노먼 록켓
- 배역: 제인 페인버그
- 배역: 마이크 펜튼
- Ass-PD: 모리 M. 코엔